# ليمور سبري القزم
الليمور السبري القزم (Cheirogaleus sibreei) هو ليمور ليلي صغير يستوطن في مدغشقر.
اسم هذا الليمور القزم هو إحياء لذكرى للمبشر الإنجليزي وعالم الطبيعة جيمس سبري (1836-1929).